# Hegedűs Ármin
Hegedűs Ármin  (Szécsény, 1869. október 5. – Budapest, 1945. június 29.) magyar építész. Böhm Henrikkel (1867–1936) irodája már a századfordulót követően jelentős épületeket tervezett. Munkásságukra a XIX. végétől a későhistorizmus, a XX. sz. elején a szecesszió, majd a két világháború között az új historizmus és az azt követő art deco építészet jellemző.

## Életrajza
Dr. Hegedűs Sámuel (1817–1906) szécsényi születésű orvos és Gutfreund Rozália fia. 1892-ben építészmérnöki oklevelét a budapesti Műszaki Egyetemen szerezte. Előbb a főváros mérnöki hivatalában dolgozott, majd Böhm Henrikkel társult. 
Házastársa Hoffer Ilona (1871–1964) volt, akivel 1895. szeptember 15-én Budapesten kötött házasságot. Gyermekeik: Klára, Erzsébet, István, András, Magda, László.
Köztisztviselői állásából 1922-ben vonult nyugdíjba. 1945. június 29-én (más források szerint július 2-án) 76. életévében baleset áldozata lett, temetése július 5-én zajlott. A Magyar Nemzet tudósítása szerint a nyugalmazott műszaki főtanácsos és építőművész a Váci utcában lelépett a járdáról és egy tehergépkocsi halálra gázolta. Sírja a Kozma utcai izraelita temetőben található.

## Munkássága
Közös munkájuk közül kiválik a budapesti Szervita téren (Martinelli tér) épült egykori Török Bankház épülete (1906), mely pártázatos, díszes, hangsúlyos és a Pro Patria fürdőkórházat 1915-ben építették. Pöstyénbe tervezték az Irma-fürdő szecessziós hangvételű. A nagyszálló homlokzatán, de kivált reprezentatív belső terein - így a fogadócsarnokban és az étteremben is - a szecessziót követő neobiedermeier uralkodik. A pöstyéni, ún. Alexander-magánszanatórium már határozottan a barokk kompozíciók felé mutató eklektikában fogant. míg a Daruváron épített kisebb fürdőépület keleties hangvételű.
Sebestyén Artúrral és Sterk Izidorral együtt részt vett a legjelentősebb hazai fürdő és gyógyszálló, a budapesti Gellért Szálló építésében is, annak késő szecessziós stílusú terveit készítette (1911-1918).
Ilyen előzmények után a Böhm és Hegedűs iroda a húszas évekre a fürdő- és szálloda-építkezésekhez megfelelő tervezési tapasztalattal rendelkezett. A korábbiakkal szemben azonban ezek szinte mind neobarokk stílusban épültek. A kiskunfélegyházi Városi fürdő és szálloda kétemeletes fő tömbje a barokk kastélyra emlékeztet. Ettől a szimmetrikus alkotástól jellegében merően eltér a szolnoki Tisza fürdő és szálloda (1927) épülete, mely az ugyancsak erőteljes neobarokk formaalkotás mellett egészében jól kiegyensúlyozott, aszimmetrikus kompozíciót képez. Békéscsabán a Városi fürdő- és szállodaépület hegyes szögű saroktelekre épült. Az alaprajz és a homlokzat súlypontját a sarkon elrendezett bejáró, és a mögötte fekvő, centrális térhatású előcsarnok képezi. Egerben a Termálfürdő épülete barokk kúriára emlékeztető. A fővárosi kislakásépítés keretében a Böhm és Hegedűs iroda tervei alapján építették a Gyöngyösi úti ötszintes lakóépületet (1926). Az épület alaprajzában (függőfolyosós lakásmegközelítés) és homlokzataiban igénytelen.

## Ismert épületeinek listája

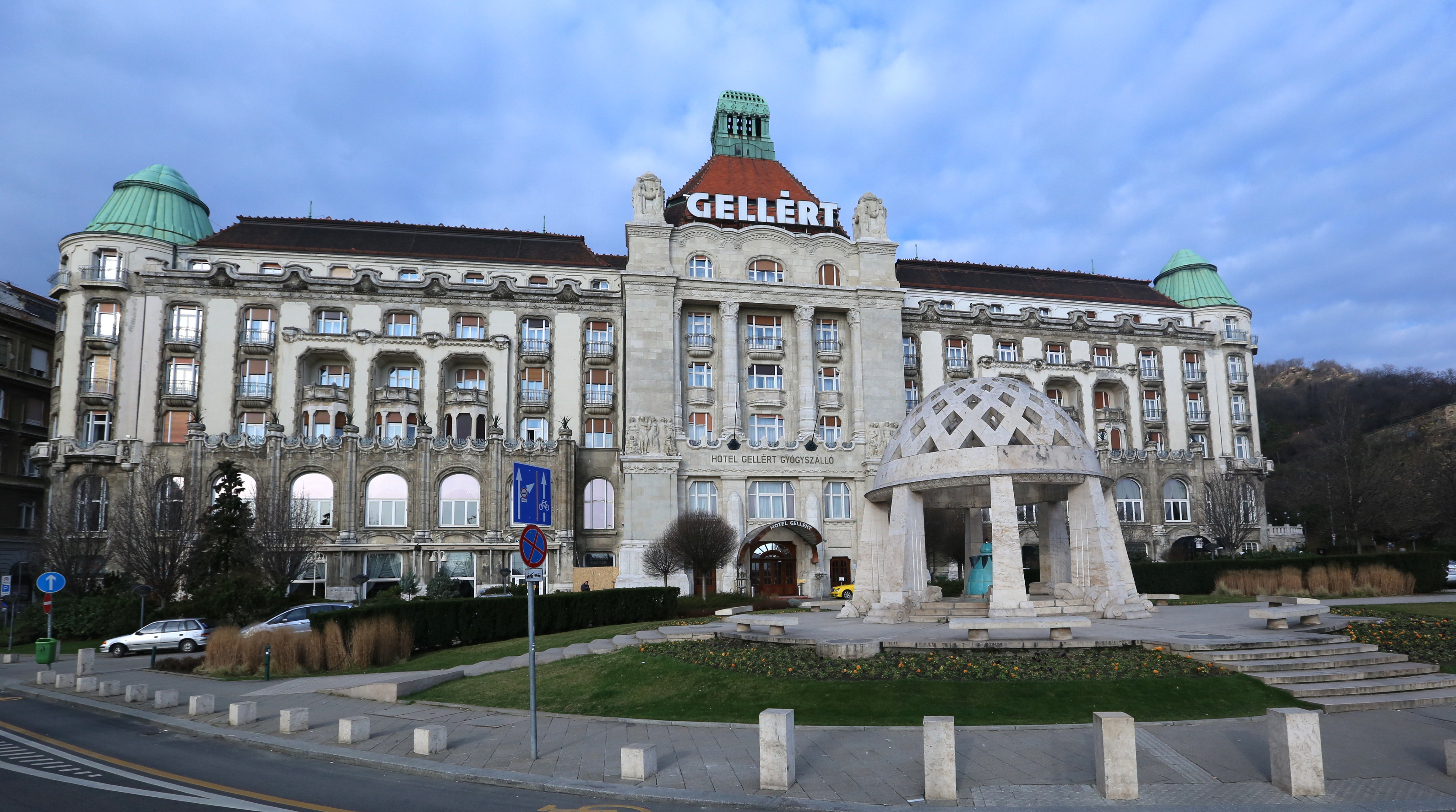
Gellért szálló

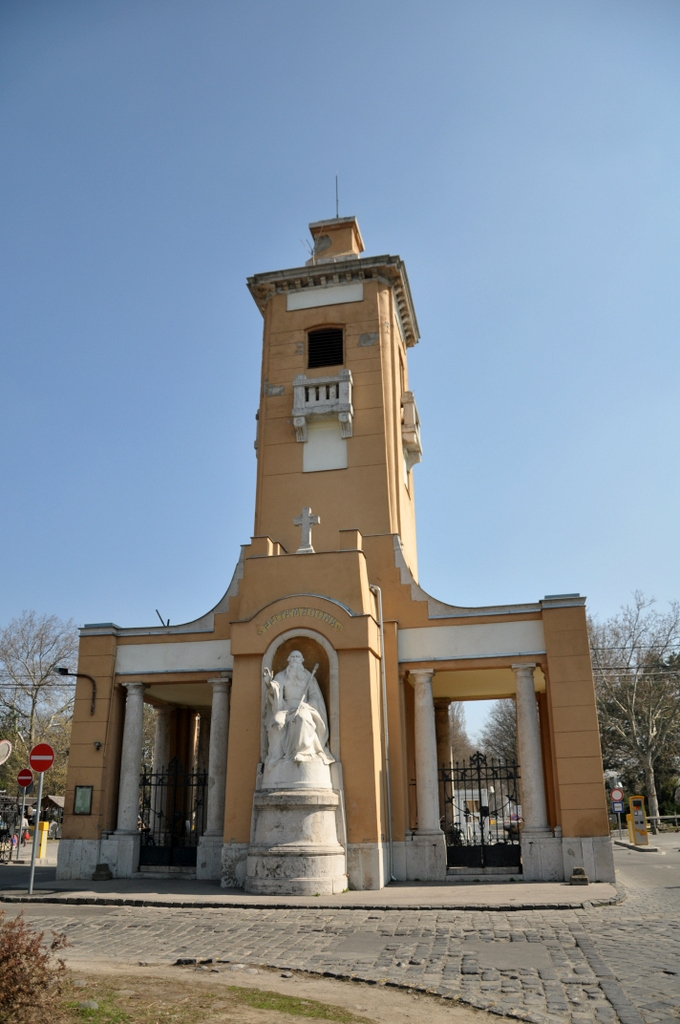
Az Új köztemető bejárati épülete

### Böhm Henrikkel közös alkotások
- 1899–1900: Újpesti városháza, Budapest, István út 14.[8]
- 1903: Kereskedő Kaszinó, Csáktornya
- 1903: Zöldfa Szálloda, Pöstyén[9]
- 1905–1906: Pesterzsébeti városháza, Budapest, Kossuth Lajos tér 1.
- 1905–1906: Török Bankház, Budapest, Szervita tér 3.[8]
- 1909–1910: Teplicz Nagyszálló, később Grand Hotel Teplice, Trencsénteplic[9]
- 1911: Újpesti Vágóhíd, Budapest, Megyeri út 15.
- 1912: Páva-ház, Budapest, Váci utca 78.
- 1912: Alexander-villa, Pöstyén[9]
- 1915–1916: Pro Patria fürdőkórház, Pöstyén[9]
- 1923–1931: Budapesti Zsidó Hitközségi Gimnázium, ma: ELTE Radnóti Miklós Gyakorlóiskola, Budapest, Cházár András u. 10.[8] (Lajta Béla halálakor abbamaradt építkezés folytatása, és módosítása)
- 1926–1928: Városi fürdő és szálloda, Kiskunfélegyháza, Blaha Lujza tér 1.
- 1928: Szülőotthon, Budapest, Görgey Artúr út 69-71.[10]

### Egyéb épületek
- 1898: Ponty utcai iskola (ma: BGSZC Hunfalvy János Két Tanítási Nyelvű Közgazdasági Technikum), 1011 Budapest, Ponty u. 3.[11]
- 1903: Az Új köztemető bejárati épületegyüttese, Budapest, Kozma utca 8-10.[12]
- 1904–1908: A Fiumei úti sírkert árkádsorai, Budapest, Fiumei út 16-18.[13] – Gerle Lajossal közösen
- 1906: Dob utcai iskola, Budapest, Dob utca 85.[8]
- 1906?: Hegedüs-villa, Budapest, Jávor utca 11/a[8] – Hegedüs Ármin saját villája
- 1911–1918: Gellért Szálló, Budapest, Szent Gellért tér 2.[8] – Sebestyén Artúrral és Sterk Izidorral együtt
- 1912: Hotel Fischer, a későbbi Hotel Lipa, Pöstyén[9]
- 1912–1914: Irma fürdő, Pöstyén[8][9]
- 1912–1914: Thermina Palace, Pöstyén[8][9]
- 1927: Városi fürdő- és szállodaépület, ma: Árpád Gyógy- és Strandfürdő, Békéscsaba, Árpád sor 3.[8]
- 1928: Tisza Szálló és Gyógyfürdő együttese, Szolnok, Sóház u. 2.[8]
- 1930: Moziépület, Szolnok, Templom utca 4. – Böhm Henrikkel közösen
- ?: Gyöngyösi úti ötszintes lakóépület
- ?: Fürdőépület, Daruvár
- ?: Fürdőépület, Eger

Feltételezhető, hogy léteznek Szlovákiában további Böhm-Hegedűs alkotások is, de egyelőre ezekre nincs bizonyíték.

### Tervben maradt épületek
- 1915: Székesfővárosi krematórium – Böhm Henrikkel közösen[14]

## Egyéb irodalom
- Gerle János – Kovács Attila – Makovecz Imre: A századforduló magyar építészete. Szépirodalmi Könyvkiadó, Budapest, 1990, ISBN 963-15-4278-5
- (szerk.) Rozsnyai József: Építőművészek Ybl és Lechner korában, Terc Kereskedelmi és Szolgáltató Kft., Budapest, 2015, ISBN 978-615-5445-12-5